# Secours populaire national-socialiste
Le Secours populaire national-socialiste (Nationalsozialistische Volkswohlfahrt, NSV) était une organisation d’aide sociale créée en 1931 et organe du parti national-socialiste. Son siège était à Berlin. La structure du NSV était basée sur le modèle du parti national-socialiste, avec des administrations locales, de comté (Kreis) et de district (Gau).
Composée principalement d'infirmières, cette organisation assura un ravitaillement à grande échelle. Les réfugiés pouvaient bénéficier de soins ainsi que de quelques denrées alimentaires.

## Histoire

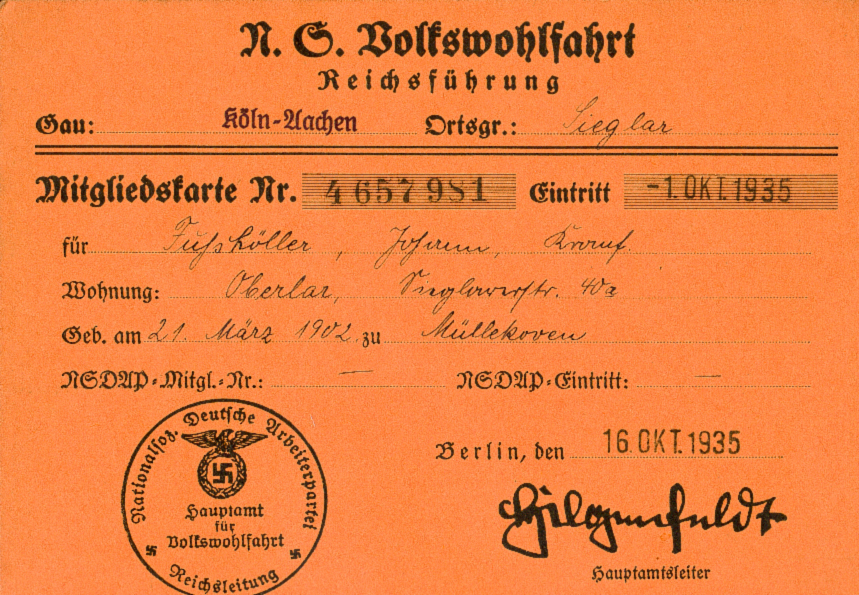
Carte de membre du NSV de 1935.

Erich Hilgenfeldt, qui travaillait comme chef de bureau au NSV, a organisé une collecte de fonds pour célébrer l'anniversaire d'Adolf Hitler le 20 avril 1931. À la suite de cette action, Joseph Goebbels le nomma chef du NSV. Le 3 mai 1933, le NSV est devenu l'unique organe d'aide sociale du parti nazi. Le 21 septembre de la même année, Hilgenfeldt est nommé commissaire du Reich pour le Winterhilfswerk (programme de soutien hivernal). Sous Hilgenfeldt, le programme a été massivement étendu de sorte que le régime a jugé digne d'être appelé « la plus grande institution sociale du monde ». Une des méthodes d'expansion consistait à absorber, ou en langage nazi à coordonner, des organisations caritatives déjà existantes mais non nazies. En 1933, Hitler décréta l'interdiction de toutes les organisations caritatives privées en Allemagne, ordonnant au président du NSV, Hilgenfeldt, de « veiller à la dissolution de toutes les institutions caritatives privées », ce qui donna aux nazis les moyens de s'engager dans l'ingénierie sociale de la société en sélectionnant les bénéficiaires des allocations gouvernementales. Hitler avait essentiellement nationalisé les municipalités locales, les états fédéraux allemands et les structures privées de prestation qui avaient fourni des services sociaux au public.
En 1935, le NSV était la deuxième plus grande organisation de groupes nazis, après le Front allemand du travail. Il comptait 4,7 millions de membres et 520 000 travailleurs bénévoles. Les membres du parti nazi qui étaient actifs dans le domaine de l'aide sociale communale à titre professionnel ou bénévole devaient être membres du NSV.
En 1939, 17 millions d'Allemands recevaient une aide sous les auspices du NSV, et l'agence « projetait une image puissante de bienveillance et de soutien ». Les nazis ont fourni une multitude de programmes d'aide sociale sous le concept nazi de Volksgemeinschaft, qui promouvait la collectivité d'une communauté populaire où les citoyens se sacrifieraient pour le plus grand bien. En 1939, le NSV gérait 8 000 crèches et finançait des maisons de vacances pour les mères, distribuait de la nourriture supplémentaire aux familles nombreuses et participait à de nombreuses autres activités.
Les dispositions de l'aide sociale nazie comprenaient l'assurance vieillesse, les allocations logement, les allocations chômage et d'invalidité, les maisons de retraite et les prêts sans intérêt pour les couples mariés, ainsi que l'assurance santé, qui n'a été rendue obligatoire qu'en 1941. L'une des branches du NSV, le Bureau de l'aide sociale institutionnelle et spéciale, était responsable « de l'aide aux voyageurs dans les gares ; de l'aide aux anciens détenus ; de l'aide aux migrants de retour de l'étranger ; de l'aide aux handicapés physiques, aux malentendants, aux sourds, aux muets et aux aveugles ; de l'aide aux personnes âgées, aux sans-abri et aux alcooliques ; et de la lutte contre les drogues illicites et les épidémies ». L'Office d'aide à la jeunesse, qui comptait 30 000 antennes en 1941, s'est vu confier la tâche de superviser « les travailleurs sociaux, la formation corrective, l'aide à la médiation » et de traiter avec les autorités judiciaires pour prévenir la délinquance juvénile.
L'une des principales activités du NSV a été la Winterhilfswerk, qui a coordonné une collecte annuelle de charité pour les pauvres sous le slogan : « Personne ne doit mourir de faim ou de froid ». Ces programmes d'aide sociale représentaient un effort hitlérien pour élever la communauté au-dessus de l'individu tout en promouvant le bien-être de tous les citoyens de bonne foi. Comme Hitler l'a déclaré à un journaliste en 1934, il était déterminé à donner aux Allemands « le plus haut niveau de vie possible »,.
Pendant la Seconde Guerre mondiale, le NSV a assumé de plus en plus de responsabilités gouvernementales, notamment dans le domaine du travail des enfants et des jeunes. Les dépenses de l'État-providence nazi ont continué à augmenter, de manière significative juste avant et après le début de la Seconde Guerre mondiale. En trois exercices budgétaires, les fonds requis par les programmes de protection sociale allemands ont plus que doublé, passant de 640,4 millions de Reichmarks en 1938 à 1,395 milliard de Reichmarks en 1941.
Le NSV a également participé à la distribution de soupe aux citoyens de Varsovie après la capitulation de la ville ; les Juifs ont été exclus de cette action, qui était focalisée sur la propagande.
Après la défaite de l'Allemagne nazie pendant la Seconde Guerre mondiale, le gouvernement militaire américain a promulgué une loi spéciale interdisant le parti nazi et toutes ses branches. Connu sous le nom de loi numéro cinq, ce décret de dénazification a dissout le NSV, comme toutes les organisations liées au parti nazi. Les organisations d'aide sociale ont dû être rétablies lors de la reconstruction de l'Allemagne de l'Ouest et de l'Est après la guerre.

## Voir également
- Aide aux anciens combattants nationaux-socialistes
- Winterhilfswerk